# Jan Šeda
Jan Šeda (Vysoké Mýto, 17 december 1985) is een Tsjechisch voetballer die als doelman speelt.

## Clubcarrière
Šeda speelde sinds 2005 in totaal 38 wedstrijden voor FK Mladá Boleslav. Hij werd vanaf 2005 eerst gehuurd van FK Pardubice en later definitief overgenomen. In het seizoen 2013/14 wordt hij verhuurd aan RKC Waalwijk dat tevens een optie tot koop bedong. Op 3 augustus maakte hij zijn debuut voor RKC in de Eredivisie en hield FC Twente in Enschede op de nul. Met RKC degradeerde hij op zondag 18 mei 2014 uit de erevisie na een nederlaag (over twee wedstrijden) tegen SBV Excelsior in de play-offs. Op 21 augustus van dat jaar werd hij via de draft voor de Indian Super League gekozen voor FC Goa. Vanaf 2015 speelt hij wederom voor FK Mladá Boleslav. Daar had hij in het seizoen 2015/16 zijn beste seizoen met 23 optredens en won hij ook voor de tweede maal de beker. In het seizoen 2016/17 kwam hij nauwelijks meer aan bod en werd na afloop van het seizoen bij het tweede team ingedeeld. Hierop verliet hij FK Mladá Boleslav. In oktober 2017 vervolgde hij zijn loopbaan bij FK Teplice als vervanger van de geblesseerde Tomáš Grigar. In januari 2018 keerde hij wederom terug bij FK Mladá Boleslav.

## Statistieken
| Seizoen | Club              | Land      | Competitie          | Wed. | Goals |
| ------- | ----------------- | --------- | ------------------- | ---- | ----- |
| 2005/06 | FK Mladá Boleslav | Tsjechië  | Gambrinus liga1     | 0    | 0     |
| 2006/07 | FK Mladá Boleslav | Tsjechië  | Gambrinus liga1     | 0    | 0     |
| 2007/08 | FK Mladá Boleslav | Tsjechië  | Gambrinus liga1     | 2    | 0     |
| 2008/09 | FK Mladá Boleslav | Tsjechië  | Gambrinus liga1     | 2    | 0     |
| 2009/10 | FK Mladá Boleslav | Tsjechië  | Gambrinus liga1     | 14   | 0     |
| 2010/11 | FK Mladá Boleslav | Tsjechië  | Gambrinus liga1     | 5    | 0     |
| 2011/12 | FK Mladá Boleslav | Tsjechië  | Gambrinus liga1     | 7    | 0     |
| 2012/13 | FK Mladá Boleslav | Tsjechië  | Gambrinus liga1     | 8    | 0     |
| 2013/14 | FK Mladá Boleslav | Tsjechië  | Gambrinus liga1     | 0    | 0     |
| 2013/14 | → RKC Waalwijk    | Nederland | Eredivisie          | 23   | 0     |
| 2014    | → FC Goa          | India     | Indian Super League | 14   | 0     |
| 2014/15 | FK Mladá Boleslav | Tsjechië  | Synot liga1         | 4    | 0     |
| 2015/16 | FK Mladá Boleslav | Tsjechië  | Synot liga1         | 23   | 0     |
| 2016/17 | FK Mladá Boleslav | Tsjechië  | ePojisteni.cz liga1 | 5    | 0     |
| 2017/18 | FK Teplice        | Tsjechië  | HET liga1           | 1    | 0     |
| 2018/19 | FK Mladá Boleslav | Tsjechië  | Fortuna liga1       | 32   | 0     |
| 2019/20 | FK Mladá Boleslav | Tsjechië  | Fortuna liga1       | 22   | 0     |
| 2020/21 | FK Mladá Boleslav | Tsjechië  | Fortuna liga1       | 14   | 0     |
| 2021/22 | FK Mladá Boleslav | Tsjechië  | Fortuna liga1       | 1    | 0     |
| Totaal  | Totaal            | Totaal    | Totaal              | 175  | 0     |

1 De namen Fortuna liga, HET liga, ePojisteni.cz liga, Synot liga en Gambrinus liga verwijzen allen naar het hoogste niveau van het Tsjechische voetbal.

## Erelijst

### MetFK Mladá Boleslav
| Nationaal  |    |                  |
| Pohár FAČR | 2× | 2010/11, 2015/16 |